# ヴィルヘルム2世 (ブラウンシュヴァイク＝カレンベルク＝ゲッティンゲン公)
ヴィルヘルム2世（ドイツ語：Wilhelm II., 1425年頃 - 1503年7月7日）は、ブラウンシュヴァイク＝リューネブルク公の1人で、ブラウンシュヴァイク＝ヴォルフェンビュッテル侯（在位：1482年 - 1491年）、カレンベルク＝ゲッティンゲン侯（在位：1484年/1485年 - 1495年）。ヴォルフェンビュッテル侯ヴィルヘルム1世とブランデンブルク選帝侯フリードリヒ1世の娘ツェツィーリエの間の次男。

## 生涯
1473年に父からヴォルフェンビュッテル侯領を譲られ、1482年に父が死ぬと、兄フリードリヒ3世が残る父の領国を相続した。しかし2年後の1484年、ヴィルヘルム2世は兄を投獄し、兄が相続した領土をも奪い取った。更に1490年、ヴェルデンの修道院長から都市ヘルムシュテットを買い取った。
1491年、ヴィルヘルム2世はヴォルフェンビュッテル侯領を長男ハインリヒ1世に譲り、1495年に次男エーリヒ1世にカレンベルク＝ゲッティンゲン侯領を譲って引退した。

## 子女
1444年、シュトルベルク伯ボート7世の娘エリーザベトと結婚し、2男1女をもうけた。
- アンナ（1460年 - 1520年） - ヘッセン方伯ヴィルヘルム1世と結婚
- ハインリヒ1世（1463年 - 1514年）
- エーリヒ1世（1470年 - 1540年）

| 爵位・家督           | 爵位・家督                                                     | 爵位・家督         |
| -------------------- | -------------------------------------------------------------- | ------------------ |
| 先代 ヴィルヘルム1世 | ブラウンシュヴァイク＝ヴォルフェンビュッテル侯 1482年 - 1491年 | 次代 ハインリヒ1世 |
| 先代 ヴィルヘルム1世 | カレンベルク＝ゲッティンゲン侯 1484年/1485年 - 1495年          | 次代 エーリヒ1世   |